# 関嶋梢
関嶋 梢（せきじま こずえ、1976年12月7日 - ）は、日本の気象予報士。気象キャスターネットワーク会員。かつてはウイングに所属していた。

## 経歴
長野県東御市出身。身長158cm。
中学時代は英語が好きで通訳を目指していた。また、担任の男性教師が地学担当だったため、理科も好きな科目だった。長野県上田高等学校に進学後、その担任教師が高校へ転任してくると、彼が顧問を務める天文気象班に所属し、当番の日にラジオで気象予報を聞いて天気図を作っていた。
就職氷河期に津田塾大学へ進学し、自己分析の結果として人に何かを伝えたり仲介する役をしたいのではないかと思うに至った。当初は通訳になることを考えていたが、テレビで偶然見た気象情報で分かりにくい部分があったため、書店で気象予報士国家試験の参考書を手に取り、そこで民間の気象予報会社があることを知る。2000年にウェザーニューズへ入社し、スカパー!やBSデジタル放送向けの気象情報番組などにキャスターとして出演する傍ら、気象予報士試験の受験勉強を行っていた。幾度も不合格になりながらも2003年3月、試験に合格し資格取得後は予報士としての立場で関わるようになる。
翌2004年、三ヶ尻知子が産休に入った後を受けNHKの出演枠を獲得し、以後2011年3月までの約7年にわたり『お元気ですか日本列島』、『ゆうどきネットワーク』（関東甲信越枠）及び『首都圏ネットワーク』前半で気象情報を担当。
2010年頃に結婚し、産休入りしてからは新たに公式ブログを開設している。2011年4月16日に長男を出産したことを発表した。その後次男も生まれ2015年7月より、サンフランシスコに移住。

## 出演番組

### NHK
- お元気ですか日本列島（2004年3月31日 - 2011年3月9日）
- 首都圏ネットワーク（2004年3月29日 - 2011年3月10日）
- ゆうどきネットワーク（2006年4月3日 - 2011年3月10日）
『首都圏ネットワーク』17時台を分離独立

## その他
- NHK気象予報士カレンダー（2007年版から2011年版まで）